# Saint-Fromond
Saint-Fromond ist eine französische Gemeinde mit 749 Einwohnern (Stand 1. Januar 2022) im Département Manche in der Region Normandie. Sie gehört zum Kanton Pont-Hébert und zum Arrondissement Saint-Lô.

## Geografie
Die Vire tangiert den Dorfkern auf der Halbinsel Cotentin auf dessen östlicher Seite. Im Norden der Gemeindegemarkung zweigt der ehemalige Schifffahrtskanal Canal de Vire et Taute ab.
Saint-Fromond grenzt im Nordwesten an Montmartin-en-Graignes, im Nordosten an Isigny-sur-Mer, im Osten an Airel, im Süden an Cavigny, im Südwesten an Le Dézert und im Westen an Saint-Jean-de-Daye.

## Bevölkerungsentwicklung
| Jahr      | 1962 | 1968 | 1975 | 1982 | 1990 | 1999 | 2008 | 2018 |
| --------- | ---- | ---- | ---- | ---- | ---- | ---- | ---- | ---- |
| Einwohner | 838  | 852  | 773  | 592  | 662  | 668  | 730  | 769  |

## Sehenswürdigkeiten

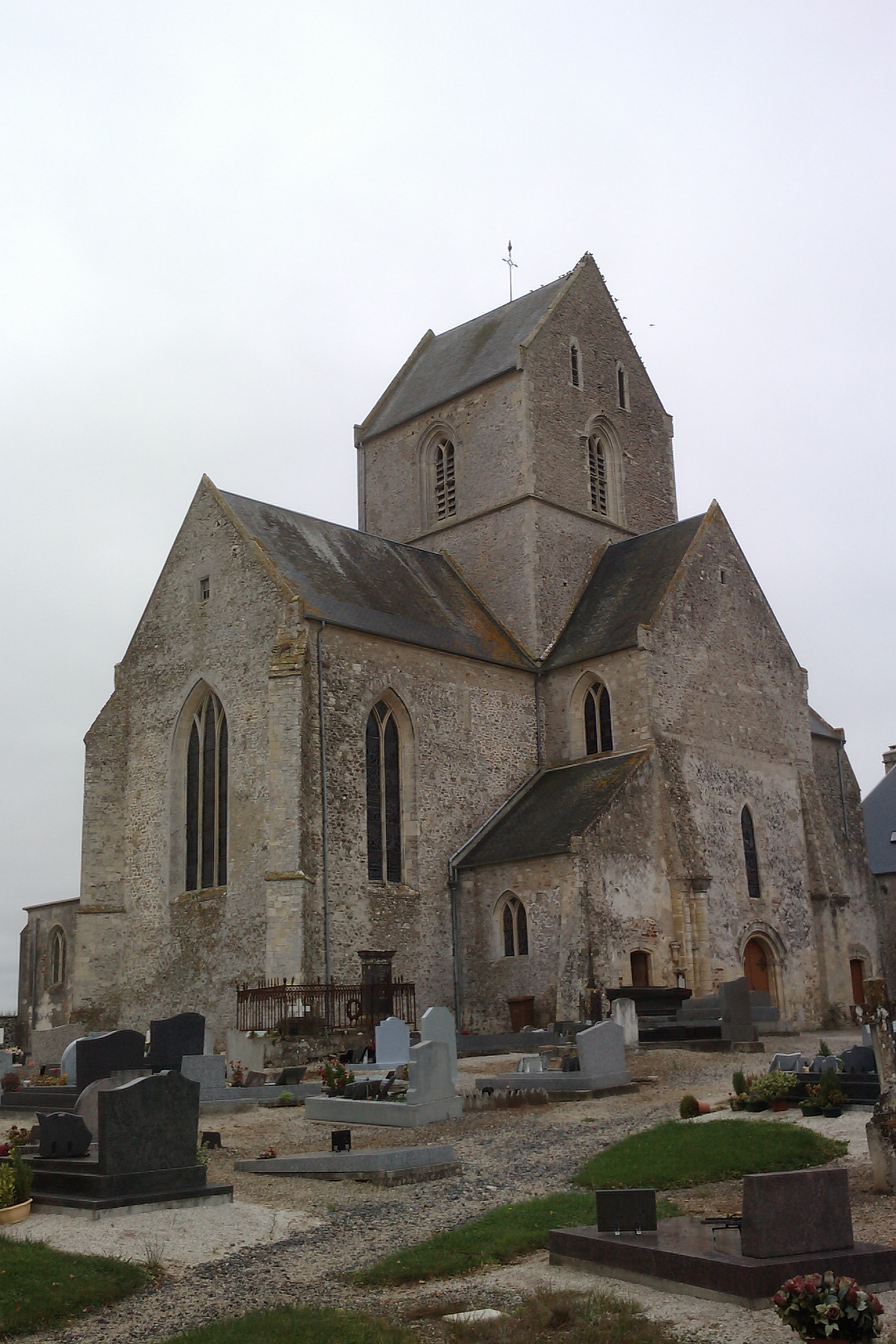
Prioratskirche Saint-Fromond
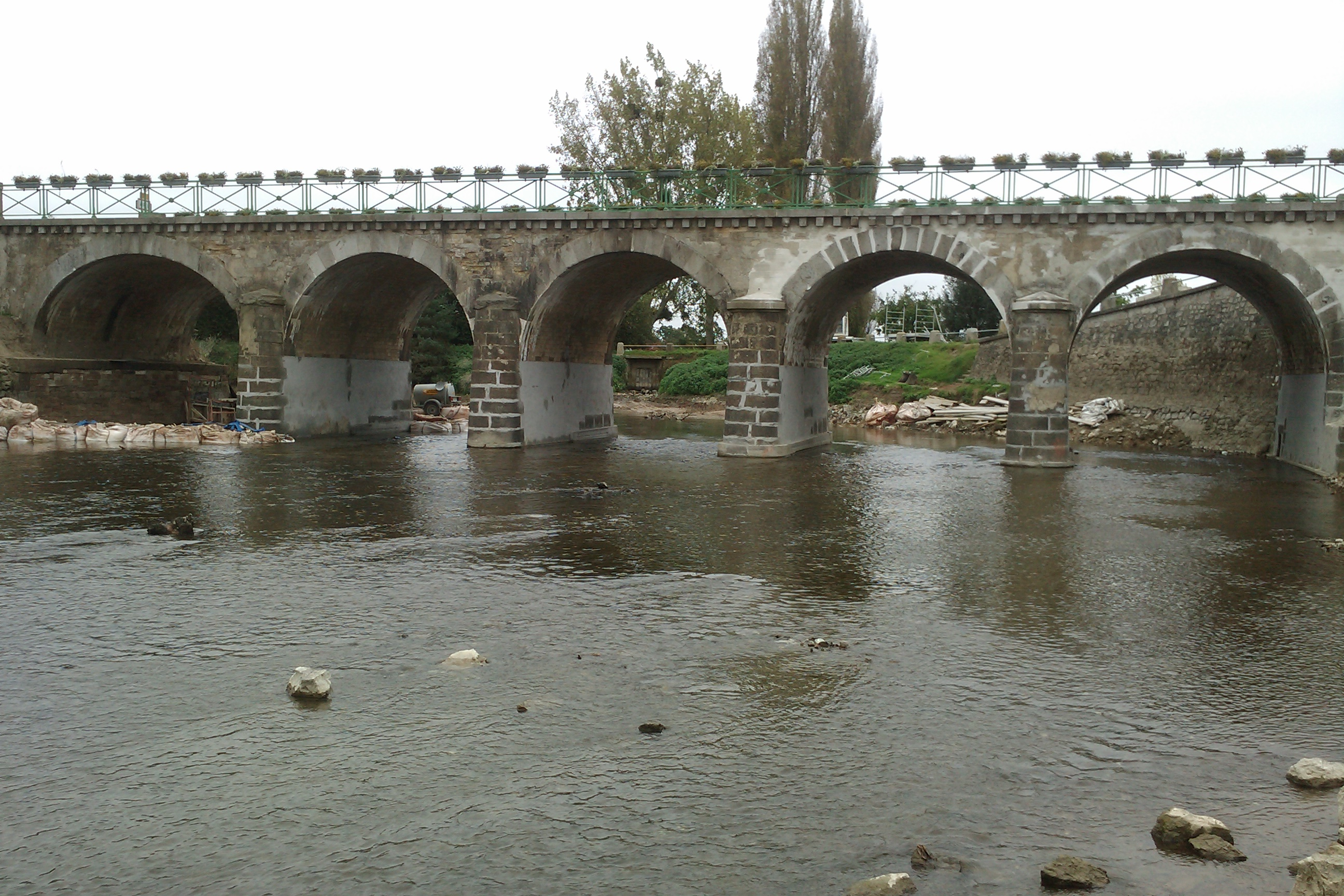
Brücke über die Vire

- Prioratskirche Saint-Fromond
- Brücke über die Vire